# اميمة (خولان)

تعديل مصدري - تعديل

اميمة هي إحدى قرى عزلة حباب آل حنتش بمديرية خولان التابعة لمحافظة صنعاء، بلغ تعداد سكانها 289 نسمة حسب تعداد اليمن لعام 2004.